# Macas (Équateur)
Cet article concerne la ville de Macas, en Équateur. Pour les localités appelées Mãças au Portugal, voir Maçãs.
Macas est une ville d'Équateur et la capitale de la province de Morona Santiago. Elle est située à 240 km au sud-est de Quito. Sa population était estimée à 18 984 habitants en 2010.

## Géographie

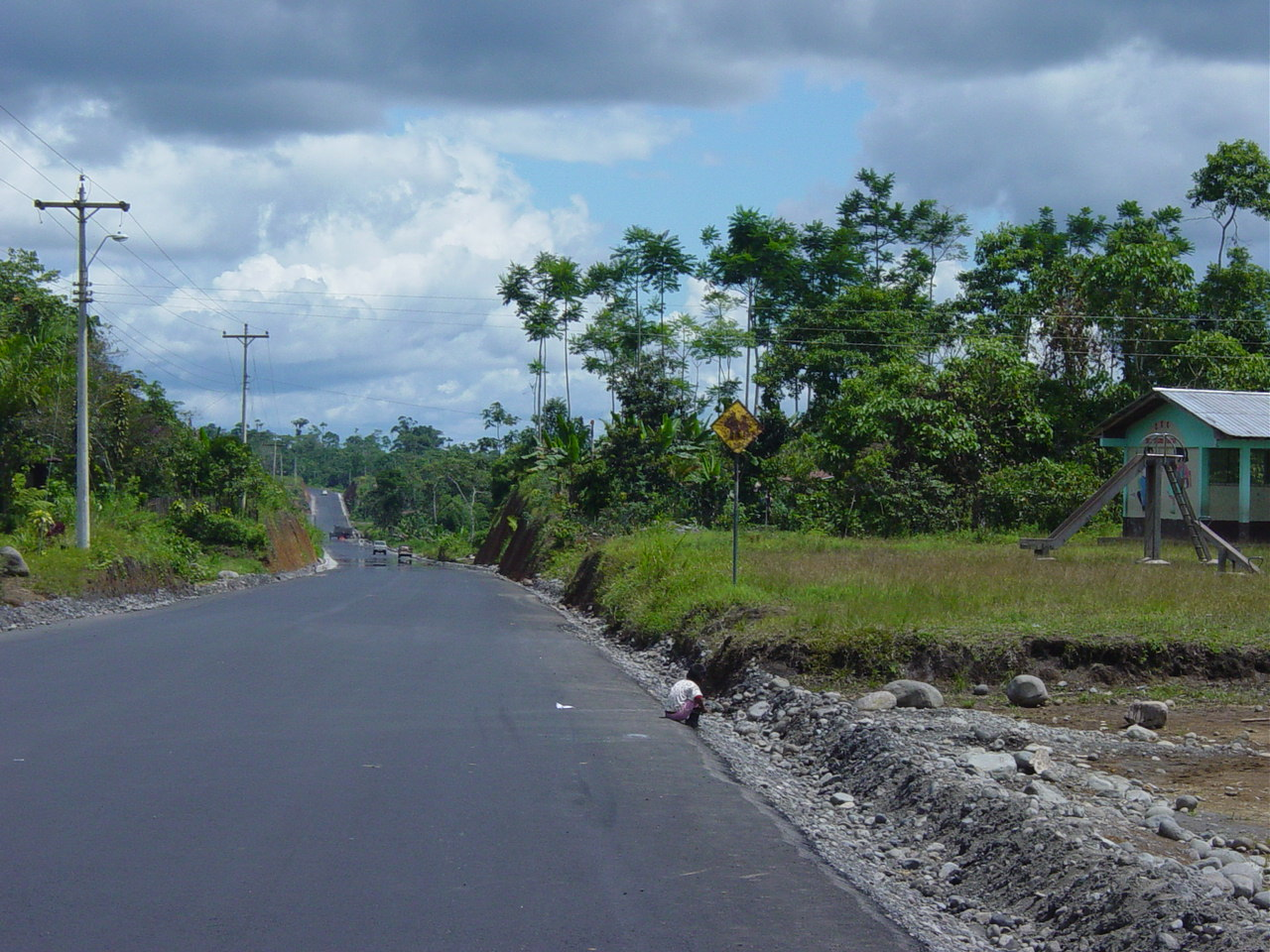
Route près de Macas

La ville se trouve au bord ouest du bassin de l'Amazone, sur le versant oriental des Andes. A 42 km au nord-ouest, dans le Parc national Sangay, s'élève le volcan actif Sangay, haut de 5 230 m, .

## Histoire
La ville a été fondée en 1575 par José Villanueva de Maldonado. Elle est le chef-lieu de la province de Morona Santiago depuis 1929.